# バレーボールインド女子代表
バレーボールインド女子代表は、バレーボールの国際大会で編成されるインドの女子バレーボールナショナルチームである。

## 歴史
1951年に国際バレーボール連盟へ加盟。1952年に初めて女子大会が開催された1952年世界選手権に出場したものの、8カ国中8位という結果に終わった。それ以来、世界選手権には出場しておらず、1998年大会アジア予選、2006年大会アジア予選には参加していない。アジア選手権は1979年大会に初出場し7位。2005年に14年ぶりの出場を果たし、2009年にも出場したため、FIVBランキングを54位へ躍進させた。

## 過去の成績

### オリンピックの成績
- 出場なし

### 世界選手権の成績
- 1952年 - 8位

### アジア選手権の成績
- 1979年 - 7位
- 1991年 - 14位
- 2005年 - 11位
- 2009年 - 11位
- 2011年 - 11位
- 2013年 - 11位
- 2015年 - 10位
- 2017年 - 不出場